# Seasons of Tragedy
Seasons of Tragedy è il secondo album musicale del gruppo heavy metal Benedictum, pubblicato l'11 gennaio 2008.

## Tracce
1. Dawn of Seasons
2. Shell Shock
3. Burn it Out
4. Bare Bones
5. Within the Solace
6. Beast in the Field
7. Legacy
8. Nobodies Victim
9. Balls to the Wall
10. Steel Rain
11. Seasons of Tragedy